# Lingtren
O Lingtren é uma montanha do Himalaia de 6748 m de altitude no cume e 593 metros de proeminência topográfica. Situa-se sobre a fronteira China-Nepal (separa o distrito de Solukhumbu, Zona de Sagamartha, do Nepal do condado de Tingri, prefeitura de Shigatse, Região Autónoma do Tibete (República Popular da China), a 8 km em linha reta do cume do monte Everest.
O Lingtren pode ser facilmente avistado das aldeias habitadas do vale do Khumbu, no Nepal, mas foi descoberto pelos exploradores ocidentais apenas em 1921, no decurso da primeira expedição britânica ao Everest.
Geologicamente, a vertente sul da montanha é composta por um espesso estrato de granito sobreposto a uma massa de gneisse escuro na qual estão presentes consistentes intrusões graníticas.
Em abril de 2015, na consequência do sismo do Nepal de 2015, várias dezenas de montanhistas ficaram soterrados por uma avalancha que ocorreu entre o Pumori e o Lingtren.